# Куткайте, Даля Антоновна
Даля Антоновна Куткайте (лит. Dalia Kutkaitė; 1965, Вильнюс, Литовская ССР, СССР) — советская спортсменка, представляла художественную гимнастику в индивидуальных упражнениях. Абсолютная чемпионка Европы, двукратная чемпионка Европы в отдельных видах (1982 г.). Мастер спорта СССР международного класса.

## Биография
Даля Куткайте родилась в Вильнюсе (Литовская ССР, СССР) в 1965. Начала заниматься художественной гимнастикой с 7 лет (1973). Тренер — заслуженный тренер Литовской ССР Вайда Кубилене.
На протяжении нескольких лет жила и работала в Испании, тренируя местных гимнасток. В настоящее время возглавляет Академию гимнастики в родном Вильнюсе.

## Спортивные результаты
- 1982 — абсолютная чемпионка Европы; двукратная чемпионка Европы в отдельных видах (булавы, лента), серебряный призёр в упражнении с обручем.
- 1983 — бронзовый призёр чемпионата мира за булавы, обруч (Страсбург).
- 1983 — трёхкратная абсолютная чемпионка СССР.
- 1983 — победительница Спартакиады народов СССР в многоборье.
- 1983 — победительница Кубка Мира в упражнениях с лентой и серебряный призёр в многоборье (Белград).
- 1984 — серебряный призёр турнира «Дружба-84».
- 1984 — Чемпионат Европы по художественной гимнастике 1984 серебро за мяч, бронза за обруч (Вена).